# Alder (Washington)
Alder az Amerikai Egyesült Államok északnyugati részén, Washington állam Pierce megyéjében elhelyezkedő statisztikai település. A 2010. évi népszámlálási adatok alapján 277 lakosa van.
Alder postahivatala 1902 és 1975 között működött. A település nevét a térség égerfáiról (angolul alder) kapta.

## Fordítás
- Ez a szócikk részben vagy egészben  az   Alder, Washington című angol Wikipédia-szócikk ezen változatának fordításán alapul.  Az eredeti cikk szerkesztőit annak laptörténete sorolja fel. Ez a jelzés csupán a megfogalmazás eredetét és a szerzői jogokat jelzi, nem szolgál a cikkben szereplő információk forrásmegjelöléseként.